# Christian Schemmel
Christian Schemmel (ur. 29 maja 1807 w Karlsmarkt, zm. 28 marca 1862 w Oleśnie) – nauczyciel, księgarz, właściciel drukarni, dziennikarz i urzędnik pruski. 
W l. 1826-1830 pełni funkcję nauczyciela w szkole książęcej w Pszczynie. W 1830 zakłada tam warsztat litograficzny, który z czasem rozwinął się w dobrze wyposażoną drukarnię. W latach 1836–1846 burmistrz Pszczyny. Od 1846 związany z Olesnem jako zastępca, a następnie samodzielny landrat. W l.1852-1858 poseł do parlamentu pruskiego.
Posługiwał się biegle językiem polskim. Wydawca „Plessner Kreisblatt”, organu urzędowego Pszczyny wydawanego za burmistrzowania Schemmela jednocześnie w języku polskim i niemieckim, a także „Tygodnika Polskiego”, pierwszego w pełni polskojęzycznego pisma na Górnym Śląsku. 